# Stephen Clarke (natation)
Pour les articles homonymes, voir Stephen Clarke et Clarke.
Stephen Clarke est un nageur canadien né le 21 juillet 1973 à Sutton Coldfield au Royaume-Uni.

## Biographie
Stephen Clarke dispute l'épreuve du 4 × 100 m 4 nages aux Jeux olympiques d'été de 1992 de Barcelone et remporte la médaille bronze.